# Gustavo Tocantins
Gustavo Henrique Barbosa Freire, meglio noto come Gustavo Tocantins (Gurupi, 11 gennaio 1996), è un calciatore brasiliano, attaccante del PSS Sleman.

## Caratteristiche tecniche
È una prima punta.

## Carriera

### Club
Il 10 novembre 2014 fa il suo esordio da professionista con il Corinthians, subentrando all'83' a Bruno Henrique nel match perso per 1-0 contro il Botafogo.